# Andreas Graf (Radsportler)

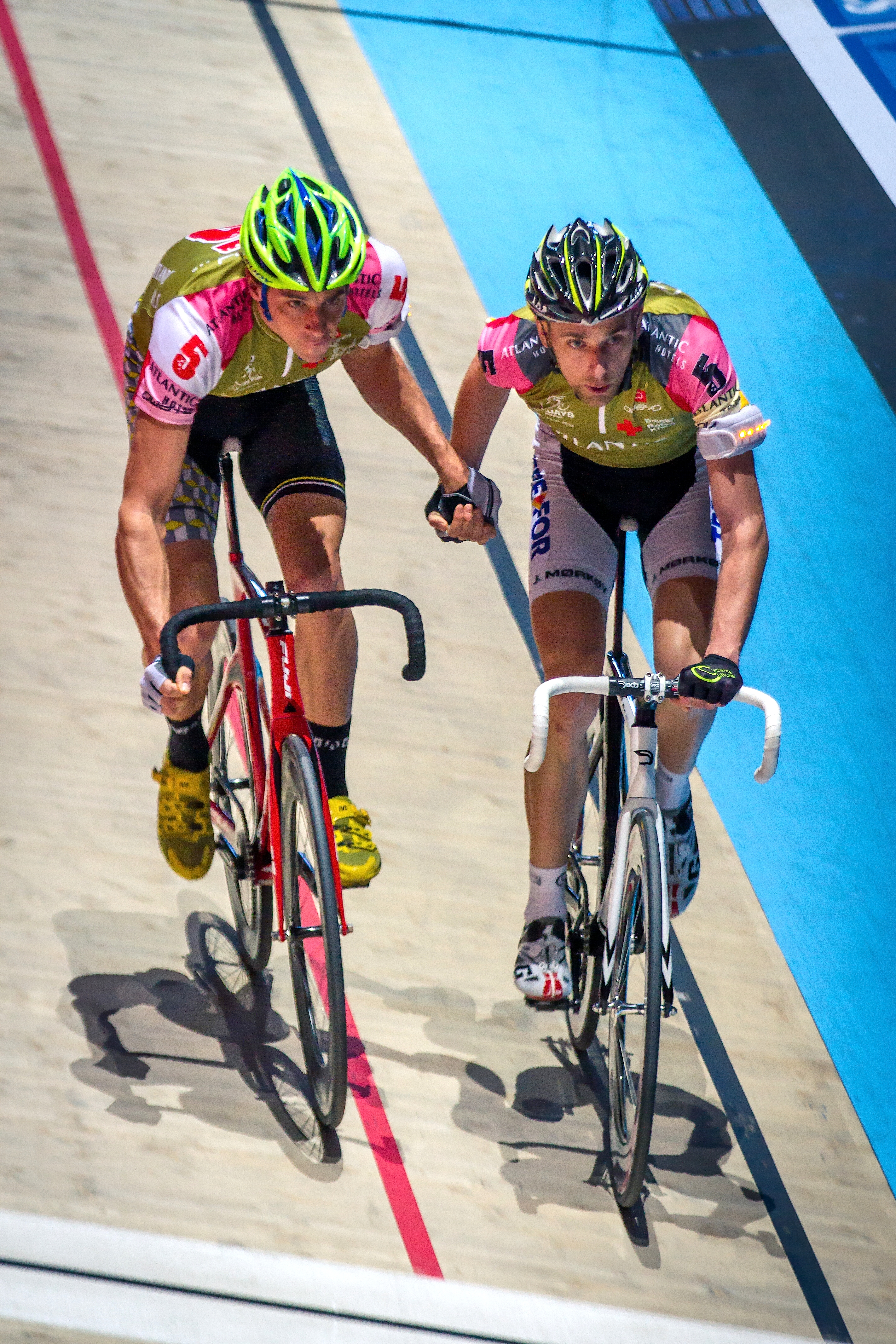
Andreas Graf (rechts) mit Jesper Mørkøv beim Bremer Sechstagerennen 2014

Andreas Graf (* 7. August 1985 in Wien) ist ein österreichischer Radsporttrainer und ehemaliger Bahn- und Straßenradrennfahrer.

## Sportliche Laufbahn
Andreas Graf gewann 2003 zwei Teilstücke bei dem Etappenrennen Brno 500+1 Kolo und 2006 konnte er die Gesamtwertung bei Brno 500+1 Kolo gewinnen. Bei der österreichischen Zeitfahrmeisterschaft belegte er 2004 und 2005 jeweils den zweiten Platz in der U23-Klasse. 2008 wurde er auf der Straße nationaler Vizemeister im Einzelzeitfahren der Eliteklasse und auf der Bahn wurde er zusammen mit Andreas Müller Meister im Madison.
In der Folge verlegte Graf den Schwerpunkt seiner sportlichen Aktivität auf die Bahn, wo er international und national erfolgreich war. 2014 wurde er gemeinsam mit Müller Europameister im Zweier-Mannschaftsfahren, 2016 Vize-Weltmeister im Punktefahren. Beim Bahnrad-Weltcup 2017/18 gewann er zusammen mit Andreas Müller die Gesamtwertung im Madison.
Bei den UCI-Bahn-Weltmeisterschaften 2020 in Berlin schaffte Graf in der Disziplin Zweier-Mannschaftsfahren mit seinem Partner Andreas Müller die Qualifikation für die Olympischen Sommerspiele 2020 in Tokio. Das dortigen Rennen konnten die beiden Fahrer nicht beenden.
Graf war aktiver Sportler des Heeressportzentrums des Österreichischen Bundesheers, in welchem er den Dienstgrad eines Zugsführers trug.

## Berufliches
Seit 2022 ist Graf für den Österreichischen Radsport-Verband (seit 2023 Cycling Austria) als Trainer des Bahnteams tätig. Unter seiner Ägide erreichte die österreichische Mannschaft bei den UEC-Bahn-Europameisterschaften der Junioren/U23 2023 ein historisch bestes Ergebnis.

## Erfolge

### Bahn
2008
- Österreichischer Meister (U23) – Zweier-Mannschaftsfahren (mit Andreas Müller)

2009
- Österreichischer Meister – Einerverfolgung
- Österreichischer Meister – Zweier-Mannschaftsfahren (mit Andreas Müller)

2010
- Österreichischer Meister – Zweier-Mannschaftsfahren (mit Andreas Müller)
- Österreichischer Meister – Einerverfolgung

2012
- Bahnrad-Weltcup 2012/13 in Cali – Punktefahren

2013
- Österreichischer Meister – Einerverfolgung

2014
- Europameister – Zweier-Mannschaftsfahren (mit Andreas Müller)
- Europameisterschaft – Dernyrennen (hinter Michel Rasmussen)

2015
- Österreichischer Meister – Punktefahren, Zweier-Mannschaftsfahren (mit Andreas Müller)

2016
- UCI-Bahn-Weltmeisterschaften 2016 – Punktefahren
- Europameisterschaft – Dernyrennen (hinter Michel Rasmussen)

2017
- Österreichischer Meister – Omnium, Zweier-Mannschaftsfahren (mit Andreas Müller)

2018
- Weltcup-Gesamtwertung – Zweier-Mannschaftsfahren (mit Andreas Müller)

2020
- Österreichischer Meister – Punktefahren

### Straße
2011
- Mannschaftszeitfahren Sibiu Cycling Tour